# Гайсинский консервный комбинат
Гайсинский консервный комбинат — предприятие пищевой промышленности в городе Гайсин Гайсинского района Винницкой области Украины.

## История

### 1930 - 1991
Небольшой консервный завод был создан в Гайсине на рубеже 1920х-1930х годов и в ходе индустриализации 1930-х годов был значительно расширен и оснащён новым оборудованием.
В ходе Великой Отечественной войны 25 июля 1941 года Гайсин оккупировали немецкие войска, которые предприняли усилия, чтобы восстановить и использовать в своих целях промышленные предприятия города. На консервном заводе возникла советская подпольная группа.
16 марта 1944 года части 232-й стрелковой дивизии РККА освободили Гайсин, началось восстановление города. В соответствии с четвёртым пятилетним планом восстановления и развития народного хозяйства СССР завод возобновил работу, и в дальнейшем стал одним из крупнейших консервных заводов Винницкой области.
В 1967 году здесь был введен в эксплуатацию томатный цех, в котором была установлена автоматическая производственная линия, что увеличило объем производства почти в три раза. В начале 1970-х годов завод производил 13 тысяч условных банок консервов в год.
В соответствии с 9-м пятилетним планом развития народного хозяйства СССР на заводе началось строительство нового цеха.
В целом, в советское время консервный завод входил в число ведущих предприятий райцентра.

### После 1991
После провозглашения независимости Украины завод перешёл в ведение Государственного комитета пищевой промышленности Украины. 
В мае 1995 года Кабинет министров Украины утвердил решение о приватизации завода. В дальнейшем, государственное предприятие было преобразовано в открытое акционерное общество.
В августе 2002 года хозяйственный суд Винницкой области возбудил дело о банкротстве завода. В дальнейшем, предприятие было переименовано в Гайсинский консервный комбинат, а позднее - реорганизовано в общество с ограниченной ответственностью.

## Деятельность
Предприятие производит плодоовощные и мясные консервы.